# チャールズ・L・ケーン

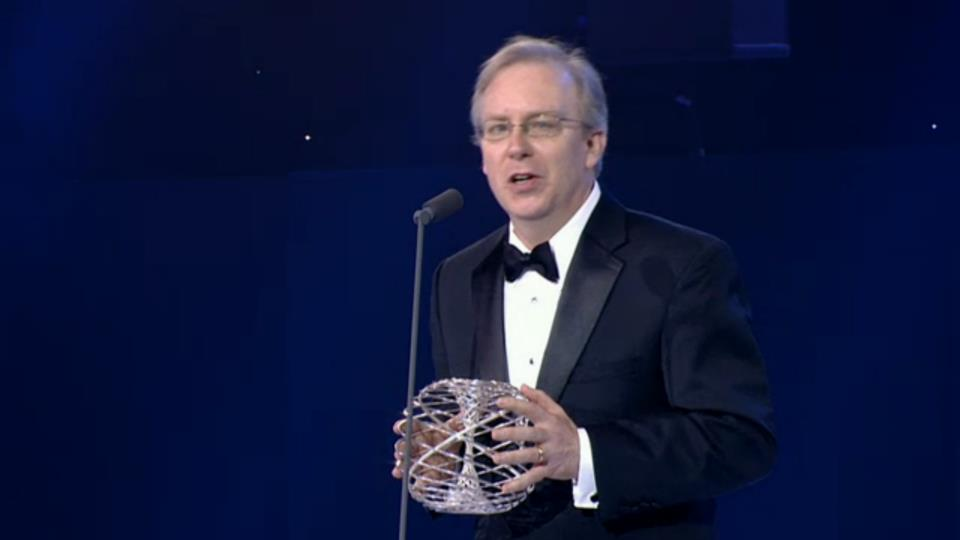
チャールズ・L・ケーン

チャールズ・ルイス・ケーン（Charles Lewis Kane, 1963年1月12日 - ）はアメリカ合衆国の物理学者。ペンシルベニア大学教授。トポロジカル絶縁体の提唱で知られる。
1985年にシカゴ大学を卒業し、1989年にマサチューセッツ工科大学大学院で物理学の博士号を取得後、IBMのトーマス.J.ワトソンリサーチセンターにポスドクとして在籍した。1991年にペンシルベニア大学の物理学および天文学の助教授、1997年に准教授となり、2006年から現職。

## 受賞歴
- 2012年 - ICTPのディラック・メダル、オリバー・E・バックリー凝縮系賞
- 2014年 - トムソン・ロイター引用栄誉賞
- 2015年 - ベンジャミン・フランクリン・メダル
- 2018年 - BBVA Foundation Frontiers of Knowledge Award
- 2019年 - 基礎物理学ブレイクスルー賞

## 参照
- Homepage
- Penn Physics　- University of Pennsylvania